# Sofia Kondakova
Sofia Kondakova (Russisch: Софья Кондакова, Engels: Sofya Kondakova) (Archangelsk, 23 december 1922 - Moskou, 24 september 2012) is een schaatsster uit de Sovjet-Unie. Ze werd Wereldkampioene in 1956 en reed een nieuw wereldrecord op de 1000 meter en op de minivierkamp.

## Resultaten

### Wereldkampioenschappen
| Jaar | Plaats       | Resultaten   |
| ---- | ------------ | ------------ |
| 1950 | Moskou       | 12e Allround |
| 1953 | Lillehammar  | 7e Allround  |
| 1954 | Östersund    | Allround     |
| 1955 | Kuopio       | Allround     |
| 1956 | Kvarnsveden  | Allround     |
| 1957 | Imatra       | 4e Allround  |
| 1958 | Kristinehamn | Allround     |
| 1959 | Sverdlovsk   | 6e Allround  |

### USSR kampioenschappen
| Jaar | Allround |
| ---- | -------- |
| 1946 | 11e      |
| 1947 | DNF      |
| 1948 | DNF      |
| 1949 | 7e       |
| 1950 | 10e      |
| 1953 | 4e       |
| 1954 | 7e       |
| 1955 | 6e       |
| 1956 | Zilver   |
| 1958 | 5e       |
| 1959 | 5e       |
| 1960 | DNF      |

## Records

### Wereldrecords
| Afstand      | Tijd/Punten | Datum             | Baan        |
| ------------ | ----------- | ----------------- | ----------- |
| 1000 meter   | 0.1.36,8    | 5 februari 1951   | Medeo       |
| minivierkamp | 207.484     | 4/5 februari 1956 | Kvarnsveden |

### Persoonlijke records
| Afstand    | Tijd    | Datum           | Baan  |
| ---------- | ------- | --------------- | ----- |
| 500 meter  | 1.46,70 | 11 januari 1955 | Medeo |
| 1000 meter | 1.34,00 | 11 januari 1955 | Medeo |
| 1500 meter | 2.29,40 | 11 januari 1955 | Medeo |
| 3000 meter | 5.23,50 | 11 januari 1955 | Medeo |
| 5000 meter | 9.22,70 | 23 januari 1953 | Medeo |

### Wereldrecords laaglandbaan (officieus)
| Nr. | Afstand   | Tijd | Datum            | Baan      |
| --- | --------- | ---- | ---------------- | --------- |
| 1.  | 500 meter | 47,6 | 20 februari 1954 | Östersund |